# 撞邪先生
《撞邪先生》，是1988年上映的一部香港恐怖鬼片，由王晶執導，王晶監製，鍾鎮濤、陳百祥、鄭裕玲、鄧碧雲主演。

## 劇情
利志（鍾鎮濤 飾）被一個邪惡術士張三下咒，使其因不能結識女朋友。張三（林輝煌 飾）多年前在與利志父親的鬥法中喪生，死前詛咒利家要絕子絕孫。 現在，他的惡靈想通過給利志的生活帶來不幸來報復。利志的母親（鄧碧雲 飾）聽從法師指示，將以另一個人為誘餌，確保消滅邪惡詛咒。 當她遇到利志的女朋友曾小雨（鄭裕玲 飾）時，她看到一個她討厭的女人，但亦看到了一線希望。

## 演員表
| 演員   | 角色            |
| 鍾鎮濤 | 利志            |
| 鄭裕玲 | 曾小雨          |
| 陳百祥 | 老色王          |
| 鄧碧雲 | 利太太          |
| 邱淑貞 | 娃娃            |
| 王晶   | 晶晶            |
| 萬梓良 | 沈慈航          |
| 劉家榮 | 利父            |
| 吳鎮宇 | 玉龍            |
| 張鳳妮 |                 |
| 林輝煌 | 張三            |
| 張蓀薇 |                 |
| 羅青浩 |                 |
| 張國華 | 降頭法師        |
| 關雪麗 |                 |
| 冼灝英 |                 |
| 黃拔景 | 盲公陳          |
| 方茹   | 阿玉 利太之馬姐 |

## 外部連結
- 香港影庫上《撞邪先生》的資料（繁體中文）
- 互联网电影数据库（IMDb）上《撞邪先生》的资料（英文）